# Ignești
Ignești là một xã thuộc hạt Arad, România. Dân số thời điểm năm 2002 là 823 người.